# Temporallob

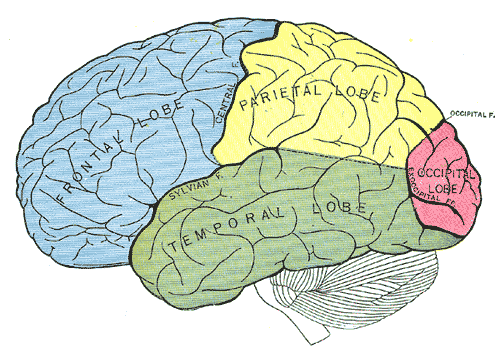
Temporalloben visas i grön färg på bilden.

Temporallob, tinninglob eller lobus temporalis är en av de fyra större hjärnloberna i den cerebrala barken hos däggdjur. Den fyller huvudsakligen funktioner relaterade till hörsel och i semantik både i tal och syn. Temporalloben innehåller hippocampus och är därför även involverad även i minnesbildningen. Temporal refererar till tinningarna.

## Anatomi

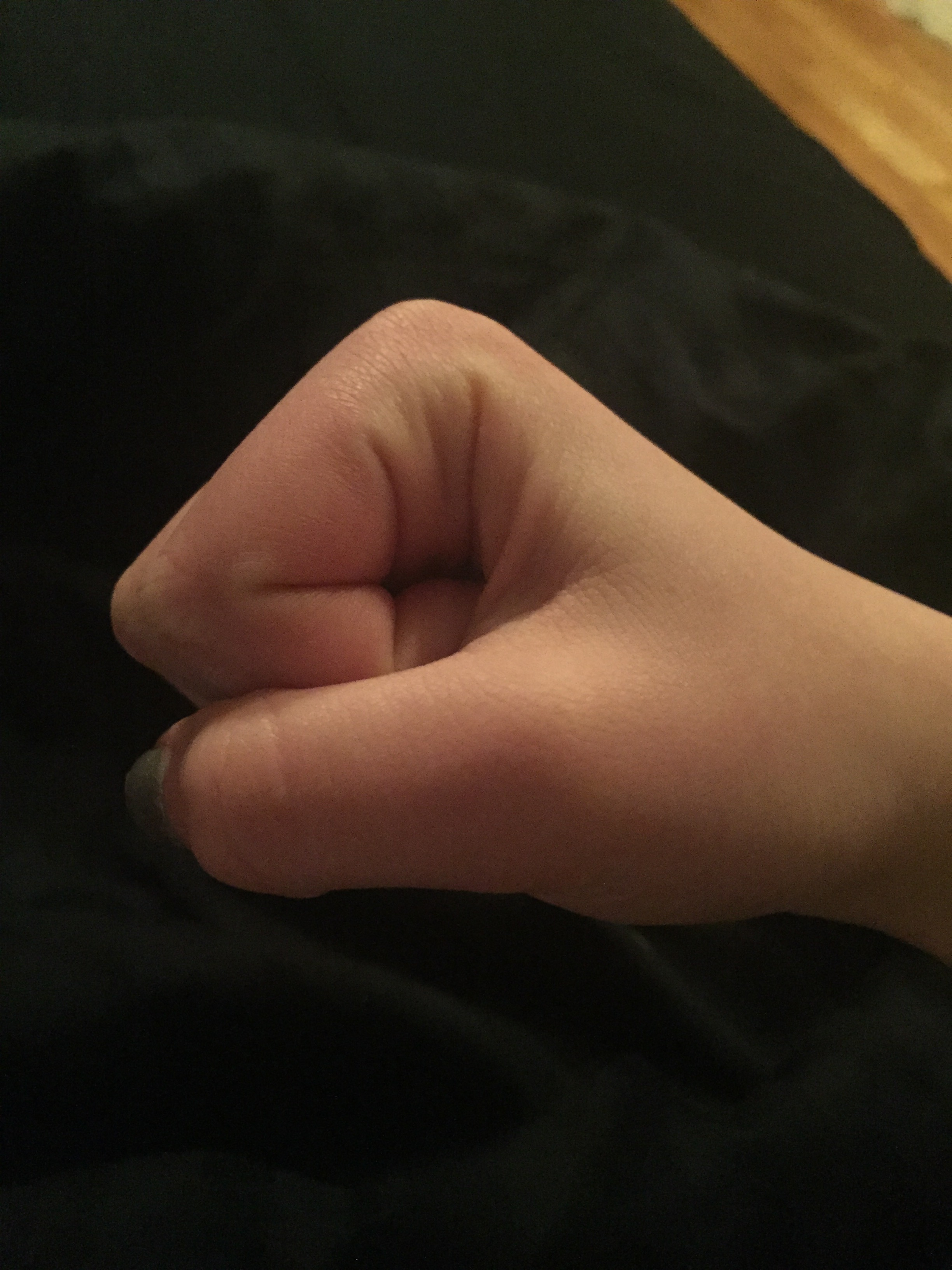
Temporalloben sitter på sidan av varje hjärnhalva, likt tummen i en knuten näve.

Animation som visar temporallobens placering i ett kranium.

Temporalloberna fördelar sig på så vis att det finns en för varje hjärnhalva, således en höger och en vänster. De är båda lokaliserade under den laterala fåran, även kallad sidofåran, och kan vidare liknas med den placering en tumme har om den sätts på utsidan av en stängd näve (Se bild). Temporallobens struktur inkluderar det limbiska systemet, amygdala, Wernickes område, det primära hörselcentrat samt hippocampus. Utöver det har den neuronala nätverk till och från hela hjärnan. Faktum är att dess interna nätverk är väldigt starkt, med både afferenta projektioner från sinnessystemet samt efferenta projektioner till parietala och frontal associerade områden, det limbiska system och de basala ganglierna. De båda temporalloberna binds främst samman av corpus callosum, även kallad hjärnbalken. Tinningloben kan delas in i fyra funktionella zoner: auditiva processer, visuella processer, emotioner och spatial navigation samt objekt minne.

### Några olika "vägar" för informationsflödet
- En hierarkisk sensorisk väg: Den här vägen är till för igenkännandet av stimulus. Härigenom kommer information från det primär och sekundära hörselcentral och de visuella områdena, de kommer då till temporalloben. Det är dock viktigt att komma ihåg att denna väg egentligen är två parallella vägar där det auditiva och det visuella är separerade från varandra.

- En bakre auditiv väg: Detta nätverk består av projektioner från hörselområdena till den bakre parietala barken. Det är även troligt att denna väg spelar en stor roll i att upptäcka och uppdatera om det spatiala läget genom auditiva impulser.
- Den polymodala gångvägen: Här finns en mängd parallella projektioner från de visuella och auditiva associationsområdena som senare då skickas till de polymodala regionerna. Denna väg ska troligtvis vara underliggande någon stimulus kategorisering.
- En mittre temporal projektion: Denna är väldigt viktig för långtidsminnet då den skickar information först från de visuella och auditiva områdena till den mittre temporala barken innan det slussas vidare till antingen hippocampus eller amygdala, eventuellt till båda. Om denna väg utsätts för skada skulle det resultera i stor disfunktionalitet i hippocampus aktivitet.
- En frontallobs projektion: Den här serien av parallella projektioner är nödvändig för många aspekter av rörelsekontroll, korttidsminnet och affekter. Den går således ändå från temporallobernas områden till frontalloben.

Alla dessa vägar spelar i sin tur stor roll i temporallobernas olika funktioner.

## Funktion
Temporalloberna har flera olika funktionsområden, här följer några av dem:
Ljud- och språk relaterade funktioner:
- Denna lob är en väldigt effektiv mottagare av ljudinformation från det auditiva området, ovan nämns det hur denna information letar sig hit. Det ska även vara diskuterat att den vänstra tinningloben är den som analyserar och tolkar språkljud medan den högra skall analysera musikljud.
- Då Wernickes område är placerat i tinningloberna är det här som hjärnan skall förstå språk, både det vi läser och det vi hör. 
Minnesregistrering:
- Hippocampus står för inlärning och att förbereda minneslagring för långtidsminnet. Den spelar även en stor roll i att organisera minnet av objekt i tid och rum.
Reaktionsskapande och analysering av omvärlden:
- Amygdala bidrar med emotionskryddningen av sensoriska inmatningen och minnen genom att kontrollera samt utlösa känslomässiga reaktioner. Ofta som respons på olika sinnesintryck, särskilt synintryck. Exempelvis kan dessa känsloreaktioner vara vrede, rädsla eller nyfikenhet. Det har även spekulerats om att luktsinnet ska ha en bidragande roll här, det finns dock inte tillräckligt med fakta för detta ännu. 

- Ytterligare ett användningsområde för temporalloberna skall vara att den kan analysera och uppfatta sociala rörelser eller antydan till rörelser. Detta med hjälp av "Superior temporal sulcus", som förkortas STS, och är en del av temporalloben. Den information som ges från dessa analyser är särskilt viktig i social kognition och theory of mind då de tillåter oss att skapa hypoteser om andra människors känsloliv och intentioner. Informationen dras från små ögonrörelser, huvudrörelser och munrörelser till handrörelser och mer distinkta ansiktsuttryck.
Igenkännande funktioner:
- Utöver det jobbar dessa lober med att aktivt analysera och tolka information som skickas från nackloberna. Det handlar således om former och färger i vår omgivning, detta resulterar i att vi kan känna igen samt benämna objekt i vår omvärld. 
Navigering:
- Sist men inte minst sköter temporalloberna rumslig orientering. Så att en ska kunna navigera i vardagen eller med andra ord: "Vi vet var vi är någonstans, hur vi tog oss hit och hur vi skall hitta hem" Detta syftar både på objekt placering samt vägledning av personens egna rörelser. För att vi ska kunna röra vår arm mot ett visst mål, exempelvis kanske vi vill ta tag i någons hand, behöver vi vara medvetna om var vår arm ursprungligen befinner sig samt var den andres hand är. Sedan behöver vi veta hur vi ska vinkla vår egen hand för att den ska kunna sammanfogas korrekt med den andres och liknande. Väldigt för oss enkla rörelser bygger egentligen på flera komplexa system och det är viktigt att de fungerar som de skall. 
För att klara av denna uppgift behöver vår uppdatering om omvärlden ske så effektivt som möjligt. Då använder sig temporalloberna av ett så kallat "cross-modal matching", ett system som bland annat matchar den visuella och auditiva informationen och gör att de sammanfogas till en bild av verkligheten. 

## Skador på temporalloberna
Då temporallobernas generella funktioner innehåller navigation, sensorisk förmåga och viss känslobehandling är det kanske självklart att en avsaknad av detta skulle ställa till med stor problematik för en person och dess beteende. Exempelvis skulle det kunna resultera i en oförmåga att uppfatta eller komma ihåg olika händelser, detta inkluderar då en tydligt brist av språkförmågan och känslobehandlingen. Däremot skulle dessa människor eventuellt kunna uppfattas "normala" vid första åsynen då de skulle kunna använda det dorsala visuella systemet för att visuellt vägleda sig själva.
Eftersom Tinningloberna både behandlar visuella och auditiva system kan en skada i detta område leda till såväl sämre förmåga att lokalisera ljud som att förlora förmågan att känna igen komplexa visuella stimulin.  En skada på Wernickes område kan även leda till en oförmåga att förstå både skrivet och talat språk. 
En skada på hippocampus skulle i sin tur kunna leda till svårigheter att minnas saker som precis skett, däremot är minnen som skapats och lagrats före skadan fortfarande intakta efter skadan. Detta är en konsekvens av att hippocampus tros omvandla nya minnen till ett långtidsminne. En skada i detta område skulle leda till att nya minnen inte "stannar kvar" och blir långtidsminnen. 
Höger eller vänster?
En viss asymmetri mellan loberna verkar existera då skador i den vänstra temporalloben är associerat med negativa konsekvenser på verbalt minne, medan skador på högra tinningloben kopplas till negativa konsekvenser på det icke-verbala minnet, exempelvis ansiktsminnet. Ytterligare verkar skador på den vänstra halvan resultera i sämre bearbetning av språkljud, då däremot skador på den högra halvan pekar på sämre bearbetning av andra ljud som är mer musikaliskt inriktade. Dessutom är det endast defekter i högra tinningloben som leder till svårigheter med att känna igen ansikten och ansiktsuttryck. Genom detta verkar som sagt en viss asymmetri finnas, vissa påstår att de olika halvorna skall ha olika roller i både social kognition och individers personlighet genom det. Huruvida det nu existerar skillnader mellan de båda halvorna av tinningloberna eller inte är det åtminstone klart att en avsaknad av båda dessa lober skulle dubblera symtom och skapa dramatiska effekter på både minne och affekt.
Sjukdomar:
Picks sjukdom- kallas även för frontaltemporal amnesi och är en typ av frontallobsdemens. Däremot är den största förlusten av nervceller lokaliserade i hippocampus och amygdala vilket gör att den även kan klassas som en temporallobssjukdom. De emotionella symtomen inkluderar humörsvängningar (som patienten kan vara omedveten om), ett sämre uppmärksamhetsspann och aggressivt beteende mot både dem själva och andra. Språksymtomen för denna sjukdom inkluderar talsvårigheter, svårigheter med att skriva och läsa och förluster i ordförrådet. Det kan även leda till total stumhet hos patienterna allteftersom. Personer med denna sjukdom får även svårigheter med att organisera, påbörja och genomföra aktiviteter samt ett sämre socialt omdöme.
Temporallobsepilepsi eller tinningslobsepilepsi- en form av epilepsi som är kopplat till temporalloben. Det är en kronisk sjukdom som kategoriseras av olika återkommande anfall. Dessa anfall kan vara olika stora och vara olika länge. Symtom inkluderar hallucinationer, allt från visuella till auditiva, samt en oförmåga att bearbeta semantiska och episodiska minnen. 